# روبن بويد
روبن بويد (بالإنجليزية: Robin Boyd)‏ هو عالم عقيدة أيرلندي، ولد في 14 مايو 1924 في بلفاست في المملكة المتحدة، وتوفي في 14 يونيو 2018 في إدنبرة في المملكة المتحدة.